# 1904년 하계 올림픽 로크
1904년 하계 올림픽 로크는 미국 세인트루이스에서 개최된 1904년 하계 올림픽의 경기 종목이다. 1개국에서 4명의 선수가 참가하였으며, 남자 단식 종목만 진행되었다. 라운드로빈 방식으로 진행하여 순위를 결정하였다.

## 참가국
로크 종목은 1개국에서 4명의 선수가 참가하였다.
| - 미국 (4명) |

## 경기 결과

### 라운드로빈

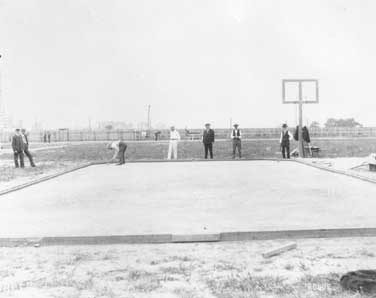
경기 장면

| 경기 | 승자                  | 결과    | 패자                  | 날짜    |
| ---- | --------------------- | ------- | --------------------- | ------- |
| 1    | 스미스 스트리터 (USA) | 32 : 7  | 윌리엄 찰펀트 (USA)   | 8월 3일 |
| 2    | 찰스 자코버스 (USA)   | 32 : 23 | 윌리엄 찰펀트 (USA)   | 8월 4일 |
| 3    | 찰스 자코버스 (USA)   | 32 : 9  | 윌리엄 찰펀트 (USA)   | 8월 5일 |
| 4    | 찰스 자코버스 (USA)   | 32 : 18 | 스미스 스트리터 (USA) | 8월 5일 |
| 5    | 스미스 스트리터 (USA) | 32 : 18 | 찰스 브라운 (USA)     | 8월 5일 |
| 6    | 찰스 자코버스 (USA)   | 32 : 14 | 찰스 브라운 (USA)     | 8월 6일 |
| 7    | 스미스 스트리터 (USA) | 32 : 27 | 찰스 자코버스 (USA)   | 8월 6일 |
| 8    | 찰스 브라운 (USA)     | 32 : 9  | 윌리엄 찰펀트 (USA)   | 8월 6일 |
| 9    | 찰스 자코버스 (USA)   | 32 : 13 | 찰스 브라운 (USA)     | 8월 8일 |
| 10   | 스미스 스트리터 (USA) | 32 : 13 | 윌리엄 찰펀트 (USA)   | 8월 8일 |
| 11   | 찰스 브라운 (USA)     | 32 : 10 | 스미스 스트리터 (USA) | 8월 8일 |
| 12   | 찰스 브라운 (USA)     | 불명    | 윌리엄 찰펀트 (USA)   | 8월 8일 |

### 최종 순위
| 순위 | 선수                  | 승 | 패 |
| ---- | --------------------- | -- | -- |
| 1    | 찰스 자코버스 (USA)   | 5  | 1  |
| 2    | 스미스 스트리터 (USA) | 4  | 2  |
| 3    | 찰스 브라운 (USA)     | 3  | 3  |
| 4    | 윌리엄 찰펀트 (USA)   | 0  | 6  |

## 메달 집계

### 최종 순위
| 순위 | 국가 | 금메달 | 은메달 | 동메달 | 합계 |
| ---- | ---- | ------ | ------ | ------ | ---- |
| 1    | 미국 | 1      | 1      | 1      | 3    |
| 합계 | 합계 | 1      | 1      | 1      | 3    |

### 메달리스트
| 종목      | 금                   | 은                     | 동                 |
| --------- | -------------------- | ---------------------- | ------------------ |
| 남자 단식 | 찰스 자코버스 · 미국 | 스미스 스트리터 · 미국 | 찰스 브라운 · 미국 |

## 같이 보기
- 1900년 하계 올림픽 크로케

## 참고 문헌
- 국제 올림픽 위원회 - 1904년 하계 올림픽 자유형 레슬링 경기 결과 (영어)
- (영어) George Seymour Lyon - Olympic Individual gold medal winner 1904
- (폴란드어) Pawel, Wudarski (1999). “Wyniki Igrzysk Olimpijskich”. 2008년 10월 14일에 원본 문서에서 보존된 문서. 2006년 12월 17일에 확인함.
- (영어) “Roque at the 1904 St. Louis Summer Games: Men's Singles”. sports-reference.com. 2014년 10월 18일에 원본 문서에서 보존된 문서. 2010년 8월 2일에 확인함.

| 올림픽 로크 |                                           |
|             | 1904년 하계 올림픽 로크 세인트루이스 1904 |
|             |                                           |